# Гая
Га́я (хинди गया, урду گیا‎, англ. Gaya) — город в штате Бихар, Индия, административный центр округа Гая.
Расположен в 100 км к югу от столицы Бихара Патны. Гая раскинулась на берегах реки Фалгу (которую в «Рамаяне» называют Ниранджана) и является святым местом как для индуистов, так и для буддистов. С трёх других сторон Гая окружена невысокими каменистыми холмами (Мангла-Гаури, Шринга-стхан, Рам-шила и Брахмайони).
Гая была частью древнего государства Магадха. Название города происходит от имени демона Гаясуры (что в дословном переводе означает «демон Гая»). Описывается, что Вишну убил Гаясуру, задавив его своей стопой. В результате Гаясура принял форму холмов, которые в настоящее время окружают город. От прикосновения стопы Вишну Гаясура настолько очистился, что приобрёл силу освобождать от грехов тех, кто касался его или просто бросал на него взгляд. После смерти Гаясуры множество людей начали приходить в Гаю, чтобы проводить ритуал шраддха и очистить от грехов своих умерших родственников. Так как девы пообещали жить на теле Гаясуры после его смерти, на холмах, окружающих Гаю расположено множество храмов и святилищ, посвящённых различным богам индуизма. Посещение вершин этих холмов является частью традиционного паломничества. Основной достопримечательностью города является храм Вишнупады, в котором можно получить даршан отпечатка стопы Вишну на камне.
Близ города Гая родился Дашратх Манджхи, прославившийся тем, что в одиночку прорубил проход в горе, сократив путь от родной деревни до города.